# Serguei Prokudin-Gorski
Serguei Mikhàilovitx Prokudin-Gorski (en rus, «Сергей Михайлович Прокудин-Горский»; 31 d'agost de 1863, Murom, óblast de Vladímir, Imperi Rus – 27 de setembre de 1944, París, França) fou un fotògraf, químic i inventor.
Esdevingué membre de la Rússia Imperial Geogràfica i de la Societat de Tècnics de Rússia Imperial, amb una contribució significativa al desenvolupament de la fotografia en color i en la cinematografia.

## Biografia
Serguei Mikhàilovitx Prokudin-Gorski va estudiar química com a estudiant de Dmitri Mendelèiev i va dedicar la seua carrera a l'avanç de la fotografia. Es va perfeccionar a Sant Petersburg, Berlín i París i va obtenir patents per a la fabricació de pel·lícules i sistemes de projecció cinematogràfica en color. Vers el 1907 va concebre un pla educatiu destinat als escolars, que faria servir els avanços de la tecnologia fotogràfica en color per documentar els límits de l'Imperi Rus, la seua història, la seua cultura i la seua modernització. Proveït del seu laboratori muntat en un vagó de ferrocarril i dels permisos corresponents del tsar Nicolau II, que li obrien el pas a àrees restringides i li garantien la cooperació de la burocràcia imperial, Prokudin-Gorski va recórrer i fotografiar l'Imperi Rus poc abans que desapareguera. Entre els anys 1909 i 1912, i després el 1915, va completar el rellevament d'onze regions, viatjant en un tren equipat especialment pel Ministeri de Transports, i va realitzar aproximadament 3.500 fotografies.
El 1918, Prokudin-Gorski abandona Rússia. Després d'assabentar-se de la mort del tsar i de la seua família s'estableix a París, on mor el 1944. La Biblioteca del Congrés dels Estats Units va comprar, el 1948, les imatges als seus hereus i, el 2001, va organitzar l'exhibició L'Imperi que va ser Rússia. Per a aquella ocasió es va realitzar el copiat digital de les seues imatges a partir dels tres originals monocromàtics de cada foto.
La visió de Prokudin-Gorski és esbiaixada, mira des del lloc del poder. És la Rússia que els tsars volien veure i volien mostrar. El poble rus patia en aquell moment impostos desmesurats, grans fams i matances. Després va haver de patir reclutaments forçosos per participar en una Guerra Mundial que no li interessava. Mentre Prokudin-Gorski concebia i realitzava el seu pla fotogràfic enorme, van tenir lloc fets com ara la Revolució del 1905 i el motí al cuirassat Potemkin. No hi ha res d'això a la seua col·lecció. Les seues fotografies registren una vida pastoral i idíl·lica. Són, en definitiva, les imatges del fotògraf del Tsar.

## Tècnica fotogràfica
La tècnica de Prokudin-Gorski feia servir plaques de vidre de 3 x 9 polzades preses a través d'una càmera amb un xassís triple, dissenyada per Adolf Miethe i construïda per l'ebenista de Berlin William Bermpohl, que efectuava tres exposicions sobre la mateixa placa en successió ràpida. Cadascuna d'aquestes exposicions es feia a través de filtres de color blau, verd i vermell. Els negatius en blanc i negre obtinguts així eren positivats i després aquests positius transparents es projectaven davant el públic amb un projector triple que tenia els mateixos filtres de color en cada lent. Les tres plaques que havien descompost la imatge cromàticament la tornaven a compondre quan coincidien les tres projeccions sobre una pantalla blanca d'acord amb els principis del mètode additiu. Aquest mètode no era gaire útil amb elements mòbils, per això en algunes de les seues fotografies es poden observar algunes zones de color pur (vermell, verd o blau) que ens indiquen que una part de la imatge es va bellugar entre presa i presa. Malgrat tot, però, i gràcies a ell, tenim la sort de poder gaudir de documents històrics d'un gran valor.